# Kapellen (Neuberg an der Mürz)
Kapellen è una frazione di 641 abitanti del comune austriaco di Neuberg an der Mürz, nel distretto di Bruck-Mürzzuschlag (Stiria). Già comune autonomo, il 1º gennaio 2015 è stato aggregato a Neuberg an der Mürz assieme agli altri ex comuni di Mürzsteg e Altenberg an der Rax.